# Application service provider
Application service provider (ASP) – usługi polegające na wynajmie programów komputerowych poprzez Internet. ASP odnosi się do sposobu rozliczania pomiędzy dostawcą programu, a jego użytkownikiem (licencja). W modelu ASP rezygnuje się z wnoszenia opłaty za licencję za pewien okres z góry, na rzecz wnoszenia opłaty proporcjonalnej do stopnia wykorzystania. Ze względu na charakter tych rozliczeń czasami ASP określa się terminem oprogramowanie na żądanie (ang. on-demand software).
Wraz z rozwojem technologii związanych z protokołem HTTP, obserwuje się wzrost zainteresowania tą formą licencjonowania oprogramowania wśród twórców. Zazwyczaj wnosi się opłatę w zamian za:
- czas użytkowania
- wielkość przestrzeni dyskowej
- ilość generowanego ruchu

Główne zalety ASP to:
- Brak potrzeby ponoszenia dużego wydatku „z góry”, nie obciążając cash flow
- Brak potrzeby wykupywania licencji „na stanowisko” lub „na użytkownika”. W związku z tym w okresach wzmożonego wykorzystania programu nie ma potrzeby dokupowania dodatkowych licencji
- Brak potrzeby aktualizowania oprogramowania i ponoszenia w związku z tym dodatkowych wydatków
- Unikanie problemów z kompatybilnością z różnymi środowiskami pracy i infrastrukturą sprzętową

Główne wady ASP to:
- Konieczność posiadania połączenia z Internetem
- Brak możliwości dowolnego kreowania funkcjonalności programu, tak jak w przypadku aplikacji pisanej „na zamówienie”
- Mała dostępność specjalistycznych programów